# Тикинделяну, Эуджен
Эуджен Тикинделяну (рум. Eugen Tichindeleanu; род. 19 марта 1981, Бакэу) — румынский скрипач.
Сын музыкантов. Начал учиться музыке у своего отца, в восьмилетнем возрасте дебютировал с симфоническим оркестром родного города. С 1999 г. учился в Национальном музыкальном университете у Штефана Георгиу, занимался также в мастер-классах Жерара Пуле и Жан-Жака Канторова. Как активный участник программ Фонда памяти Энеску дал за 4 года около 500 концертов. В 2003 г. стал победителем Международного конкурса имени Энеску, в 2004 г. — Конкурса имени Тадеуша Вроньского для скрипки соло (Варшава). Вместе с пианисткой Назоми Мацумото в 2007 г. выиграл конкурс дуэтов в Лионе.